# 曾筱龙
曾筱龙，OAM（Henry Tsang，1943年11月6日—）是一位华裔澳大利亚建筑师和政治家，曾任新南威爾斯立法局议员，所属政党为澳大利亚工党。

## 生平
曾筱龙于1943年出生在中国江西的一个偏僻山村，父亲曾滌非，母亲杨婉华，还有一个弟弟，两个妹妹。1949年随家人从江西逃难到香港，在香港长大。中学时就读一所天主教中学，立下了到海外读书深造的愿望。
1961年，曾筱龙独自一人到澳大利亚留学，以半工半读的方式，首先在Vaucluse男校就读，毕业后考入新南威尔士大学建筑系。1969年获得新南威尔士大学的建筑学学士学位，1974年获得悉尼大学的建筑科学研究生文凭。他在1972年与鲍江婉（Donna Pow）结婚，有二子。
1977年与他人创办“曾-李建筑师楼”，开始了自己的创业历程。在该建筑事务所期间，他进行了许多建筑项目的设计工作，例如唐人街改造工程、卡市牌楼、悉尼的中国花园、新儿童医院等等。1991年1月被英国女王授予澳大利亚勋章（OAM），以表彰他对少数民族华裔社区所做的贡献。1995年被悉尼科技大学研究院聘任为院士，2001年被聘为悉尼大学院士，2002年成为查尔斯史都华大学博士。

## 政治生涯
曾筱龙于1991年3月加入澳大利亚工党。同年9月当选为悉尼副市长。从1991年至1999年期间连任两届悉尼副市长。他是第一位被选入悉尼市议会的亚裔人士。
1992年代表澳大利亚参加在巴西举行的联合国世界都市论坛会议，同年又作为澳洲代表团成员之一参加了联合国地球峰会。1994年参加了在埃及开罗举行的联合国国际人口和发展会议。
1999年3月，作为工党候选人成功当选新南威尔士州上议员。此后被州长鲍伯·卡尔任命为纽省政府商务投资副厅长、省长事务秘书长和纽省亚洲地区咨询委员会主席。2007年连任上议员。2009年他因涉及违反利益申报条例而辞职，其職位於12月3日由肖凯·莫索曼（Shaoquett Moselmane）接替。